# Болл, Альберт
Альберт Болл (англ. Albert Ball; 1896—1917) — английский военный лётчик Первой мировой войны, капитан.
На момент своей смерти он находился на четвертом месте по количеству воздушных побед, после Эдварда Мэннока, Джеймса Маккаддена и Джорджа Макилроя.

## Биография
Родился 14 августа 1896 года в Ноттингеме. Его родителями были сэр Альберт Болл и Харриет Мэри Пейдж. В семье, кроме него, было еще двое детей — брат и сестра.
Учился в церковной школе, затем в средней школе Ноттингема. В 1911 году был переведён в Трент-колледж, располагавшийся между Ноттингемом и Дерби. Одновременно посещал корпус подготовки офицеров, являвшегося частью территориальной армии Великобритании. В 1913 году отец нашел ему работу рядом с домом в Universal Engineering Works.
В начале Первой мировой войны Болл вступил в 7-й Батальон «Шервудских Лесников» (Ноттингемширский и Дербиширский пехотные полки).
В 1915 году Болл поступил в лётную школу Королевского авиакорпуса в Хендоне — первое училище в Англии, где готовили пилотов-истребителей. Получил разрешение на полёты 26 января 1916 года и через 3 недели был отправлен на фронт.
Подобно многим другим пилотам, Болл начал свою карьеру как лётчик-разведчик, летая в эскадрилье № 13 во Франции на самолете B.E.2. 7 мая 1916 года он был переведён в эскадрилью № 11 и начал летать сначала на самолете Nieuport 11, а затем на Nieuport 17.
К марту 1917 года Альберт Болл одержал 39 побед и имел звание капитана 56-го истребительного дивизиона.
Погиб 7 мая 1917 года над территорией немецких войск.
Одержал 44 подтверждённые победы в воздушных боях.
Германские военные отдали должное британскому герою воздушных сражений, похоронив его с военными почестями. На надгробии сделана надпись на немецком языке — «In Luftkampf gefallen für sein Vaterland Engl. Flieger Hauptmann Albert Ball, Royal Flying Corps».

## Награды
- Награждён русским орденом Св. Георгия 4-й степени (12 сентября 1916), а также орденами Крест Виктории, За выдающиеся заслуги, Военный крест и другими наградами.

## Память

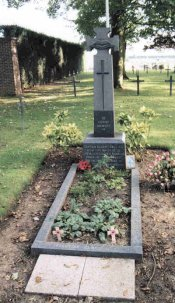
Могила Альберта Болла
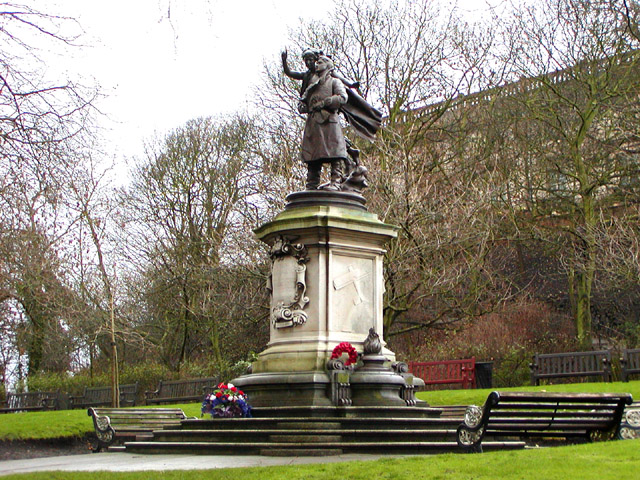
Мемориал в его честь
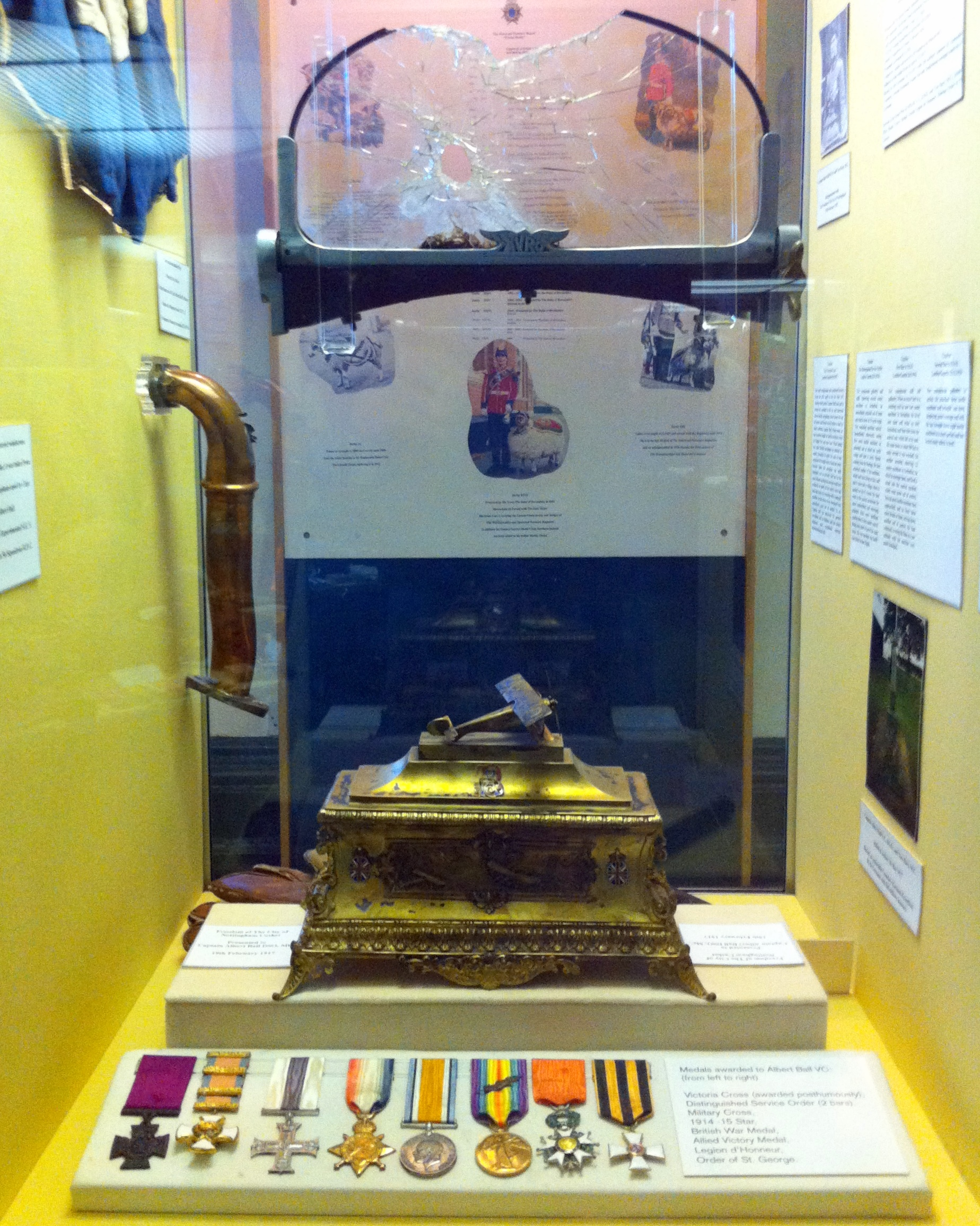
Награды в Ноттингемском музее